# وینچنتسو چرامی
وینچنتسو چرامی (ایتالیایی: Vincenzo Cerami؛ ۲ نوامبر ۱۹۴۰ – ۱۷ ژوئیهٔ ۲۰۱۳) فیلم‌نامه‌نویس، رمان‌نویس و شاعر اهل ایتالیا بود.
از فیلم‌هایی که وی در آن نقش داشته‌است، می‌توان به پینوکیو، هیولا و کلبه ساحلی اشاره کرد.